# Christian Horneman

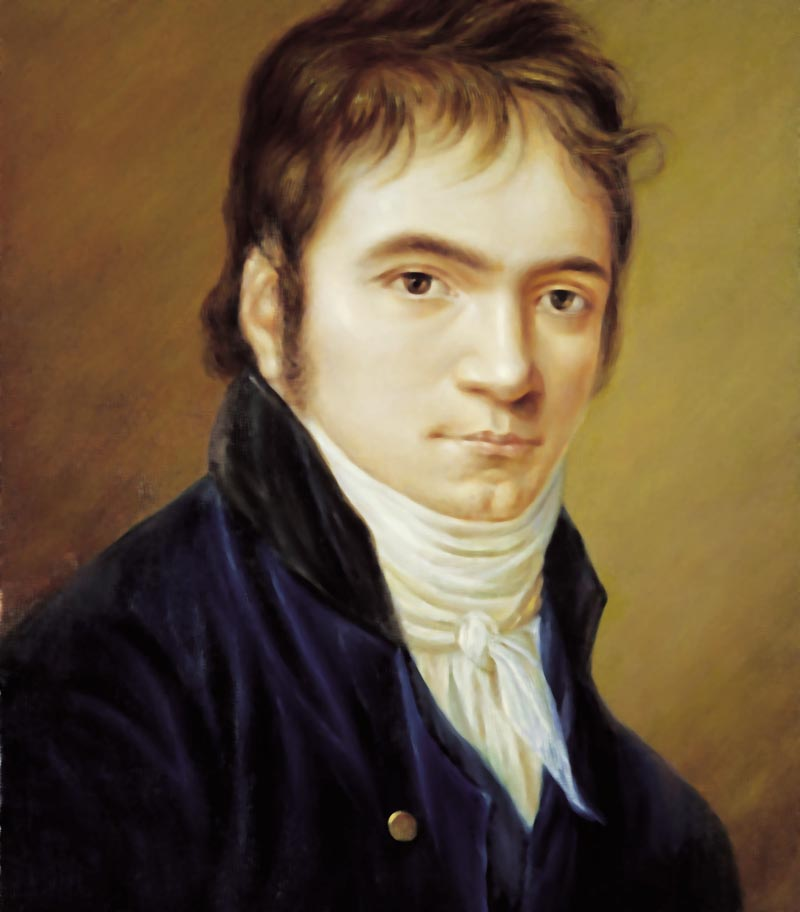
Miniatyrporträtt av Ludwig van Beethoven (1803).

Christian Horneman,  född den 15 augusti 1765 i Köpenhamn, död där den 7 mars 1844, var en dansk målare, far till Emil Horneman, farfar till C.F.E. Horneman.
Horneman studerade vid konstakademin i sin hemstad, utbildade sig under en sextonårig vistelse i utlandet till en skicklig och ansedd miniatyrmålare. 1805 blev han medlem av konstakademin. Horneman är representerad vid bland annat Nationalmuseum i Stockholm.